# Jenny Wallwork

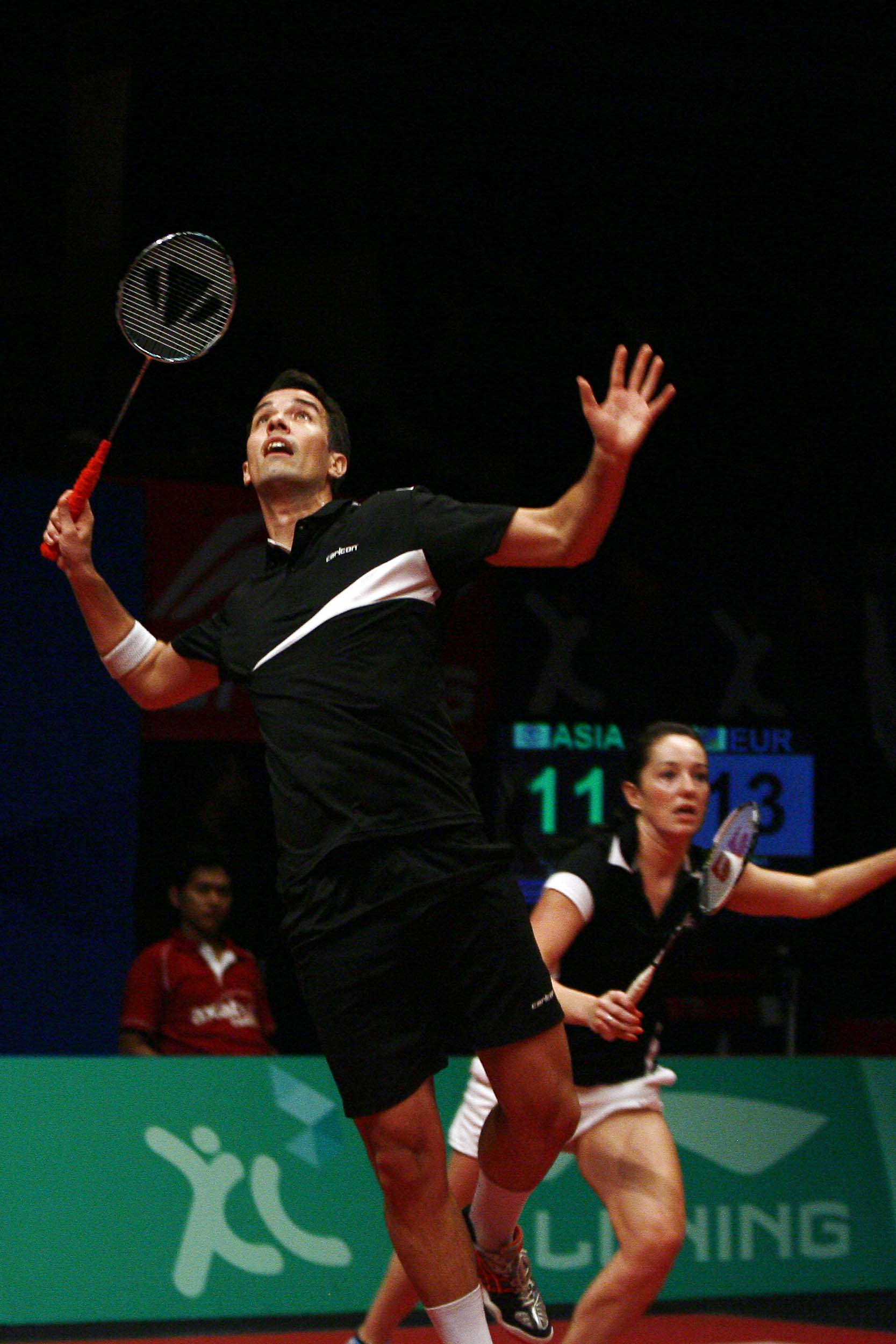
Jennifer Wallwork (2013)

Jennifer „Jenny“ Wallwork (* 17. Januar 1987 in Bolton) ist eine englische Badmintonspielerin.

## Karriere
Jennifer Wallwork siegte sowohl 2004 bei den Bulgarian International und ein Jahr später auch bei den Scottish Open und den Irish Open. In der Saison 2005/2006 gewann sie den EBU Circuit. 2010 gewann sie bei der Europameisterschaft Bronze und bei den Commonwealth Games Silber.

## Sportliche Erfolge
| Saison    | Veranstaltung                             | Disziplin   | Platz | Name                                  |
| --------- | ----------------------------------------- | ----------- | ----- | ------------------------------------- |
| 2004      | Bulgarian International                   | Mixed       | 1     | Stephen Foster / Jenny Wallwork       |
| 2005      | Scottish Open                             | Mixed       | 1     | Kristian Roebuck / Jenny Wallwork     |
| 2005      | Irish Open                                | Damendoppel | 1     | Jenny Wallwork / Sarah Bok            |
| 2005      | Junioren-Europameisterschaft              | Mixed       | 2     | Robert Adcock / Jennifer Wallwork     |
| 2005      | England: Einzelmeisterschaft der Junioren | Mixed       | 1     | Robert Adcock / Jenny Wallwork        |
| 2005      | England: Einzelmeisterschaft der Junioren | Damendoppel | 1     | Heather Olver / Jenny Wallwork        |
| 2005/2006 | EBU Circuit                               | Mixed       | 1     | Jenny Wallwork                        |
| 2006      | Dutch Open                                | Mixed       | 1     | Robert Blair / Jenny Wallwork         |
| 2006      | England: Einzelmeisterschaft der Junioren | Damendoppel | 1     | Mariana Agathangelou / Jenny Wallwork |
| 2007      | Portugal International                    | Damendoppel | 1     | Jenny Wallwork / Suzanne Rayappan     |
| 2010      | Europameisterschaft                       | Mixed       | 3     | Nathan Robertson / Jenny Wallwork     |
| 2010      | Commonwealth Games                        | Mixed       | 2     | Nathan Robertson / Jenny Wallwork     |
| 2012      | Polish International                      | Mixed       | 1     | Nathan Robertson / Jenny Wallwork     |